# Стівен Оді
Стівен Оді (англ. Stephen Odey, нар. 15 січня 1998, Лагос) — нігерійський футболіст, нападник бельгійського «Генка» та національної збірної Нігерії. На правах оренди виступає за данський клуб «Раннерс».

## Клубна кар'єра
У дорослому футболі дебютував 2015 року виступами за команду МФМ, в якій провів два сезони, взявши участь у 42 матчах чемпіонату. Більшість часу, проведеного у складі команди, був основним гравцем атакувальної ланки команди і одним з головних бомбардирів команди, маючи середню результативність на рівні 0,55 голу за гру першості. У січні та березні 2017 року визнавався найкращим гравцем чемпіонату Нігерії.
4 жовтня 2017 року нігерієць підписав чотирирічний контракт із швейцарським «Цюрихом» і в першому ж сезоні виграв з командою національний кубок. За два сезони відіграв за команду з Цюриха 45 матчів в національному чемпіонаті, в яких забив 12 голів.
Влітку 2019 року перейшов до бельгійського «Генка». У новій команді не став гравцем основного складу, провівши за рік лише 11 ігор у першості Бельгії. Сезон 2020/21 провів в оренді у французькому друголіговому «Ам'єні».

## Виступи за збірну
2017 року дебютував в офіційних матчах у складі національної збірної Нігерії.
| Дата      | Місто  | Господарі | Результат | Гості   | Турнір    | Голи | Примітки |
| --------- | ------ | --------- | --------- | ------- | --------- | ---- | -------- |
| 13-8-2017 | Котону | Бенін     | 1 – 0     | Нігерія | CHAN 2018 | -    | 59'      |
| 19-8-2017 | Кано   | Нігерія   | 2 – 0     | Бенін   | CHAN 2018 | -    | 63'      |
| Усього    |        | Матчів    | 2         |         | Голів     | 0    |          |

## Титули і досягнення
- Володар Кубка Швейцарії (1):

«Цюрих»: 2017–18
- Володар Суперкубка Бельгії (1):

«Генк»: 2019